# Ратиборско-крновское княжество
Ратиборско-крновское княжество (лат. Ducatus Ratiboria et Carnovia, чеш. Ratibořské a Krnovské knížectví, нем. Herzogtum Ratibor und Jägerndorf, пол. Księstwo raciborsko-karniowskie) — одно из силезских княжеств со столицей в Рацибуже (Ратиборе).

## История
Княжество образовалось в 1377 году, когда Ратиборско-опавское княжество было разделено между сыновьями Микулаша II: старший сын Ян I Ратиборский получил города Рацибуж, Крнов, Брунталь, Миколув, Пщину, Водзислав-Слёнски, Рыбник и Жоры.
В 1375 году княжество лишилось Пщины и Миколува, которые были проданы Владиславу Опольчику. Жоры в 1378—1382 были переданы в залог цешинскому князю Пшемыславу, и в 1384 году проданы тому же Владиславу Опольчику. Крнов и Глубчице попали в залог Опольчику в 1385 году, а в 1390 году он продал их маркграфу Моравии Йосту; в том же 1385 году удел с Брунталем был выделен во владение Микулашу IV.
В 1405—1407 годах, после смерти бездетного Микулаша, Ян II Железный вернул часть крновского княжества с Брунталем. Оставшаяся часть была выкуплена в 1422 году.
В 1437 году наследство Яна II Железного было поделено между его сыновьями: Вацлав II Ратиборский получил Ратиборское княжество, а Микулаш V Крновский — Крновское княжество.

## Князья Рацибужа и Крнова
| #                                              | Имя (годы жизни)                                  | Родители                                       | Годы правления | Примечания                                     |
| ---------------------------------------------- | ------------------------------------------------- | ---------------------------------------------- | -------------- | ---------------------------------------------- |
| 1                                              | Ян I Ратиборский (ок. 1332 — 1380/1382)           | Микулаш II Опавский Анна Ратиборская           | 1377―1380/1382 | князь Ратиборско-опавский (с 1365 по 1377 год) |
| 2                                              | Ян II Железный (ок.1365 — 1424)                   | Ян I Ратиборский Анна Жаганьская               | 1380/1382―1424 |                                                |
| 3                                              | Вацлав II Ратиборский (ок.1405 — 29 октября 1456) | Ян II Железный Елена Литовская                 | 1424―1437      | князь Ратиборский (с 1437 по 1456 год)         |
| 4                                              | Микулаш V Крновский (ок.1409 — 29 октября 1452)   | Ян II Железный Елена Литовская                 | 1424―1437      | князь Крновский (с 1437 по 1452 год)           |
| Разделено на Ратиборское и Крновское княжества | Разделено на Ратиборское и Крновское княжества    | Разделено на Ратиборское и Крновское княжества | 1437           |                                                |